# Хамаза Вікторія Олександрівна
Вікторія Олександрівна Хамаза — українська журналістка та волонтерка, кореспондентка редакції філії «Черкаська регіональна дирекція», з 2021 року ведуча проєкту «Сьогодні. Головне» на Суспільне Черкаси, з 2011 до 2021 роки — ведуча на телеканалі «ВІККА».

## Нагороди
- Орден «За заслуги» III ступеня[1]